# Pringgajurang Utara
Pringgajurang Utara is een bestuurslaag in het regentschap Oost-Lombok van de provincie West-Nusa Tenggara, Indonesië. Pringgajurang Utara telt 4017 inwoners (volkstelling 2010).